# Peso-morto
Peso-morto é um termo muito utilizado em economia para designar perdas de eficiência nos mercados, que ocorrem quando determinado equilíbrio não é ótimo de Pareto. Um exemplo muito utilizado é mostrado quando consumidores não estão comprando um bem, mesmo sendo o benefício marginal maior do que o custo marginal em concorrência perfeita.
Algumas causas de peso-morto são preços impostos por monopólios, presença de externalidades, tarifas alfandegárias, subsídios, regulamentações, ou seja, fatores que levam a alocações ineficientes de recursos. No caso de intervenção do governo com o uso de métodos protecionistas, o peso-morto é também chamado de distorção do sub-produto.
O peso-morto pode ser medido pela perda nos excedente apropriados pelos agentes econômicos.
Imagine uma situação de mercado livre e em equilíbrio, ou seja, a oferta se iguala à demanda, gerando uma quantidade de equilíbrio Qe e um preço de equilíbrio Pe, expostos pela parte laranja no gráfico. Se o governo introduzir um imposto lump-sum igual a T sobre  a venda dos bens, o produtor passará a ganhar menos por unidade vendida e o consumidor passará, ao mesmo tempo a pagar mais. O preço que o consumidor enfrentará será P + t' e o produtor passará a receber P - t", em que t' + t = T, sendo que t' e t dependem das elasticidades das curvas e indicam o tamanho da carga do imposto que ficará para cada agente. Logo, a diferença entre o preço pago pelo consumidor e o preço recebido pelo produtor é Pe + t' - (Pe - t) = t' + t = T. Isso reduz a quantidade consumida, gerando uma diferença entre a quantidade pós imposto e a quantidade de equilíbrio. Neste caso é gerada uma ineficiência, o peso-morto. No gráfico ele é simulado pelo triângulo azul, representando um volume de transações que poderia ser feito, maximizando os excedentes (do consumidor + do produtor), mas que não foi, devido à introdução do imposto. 

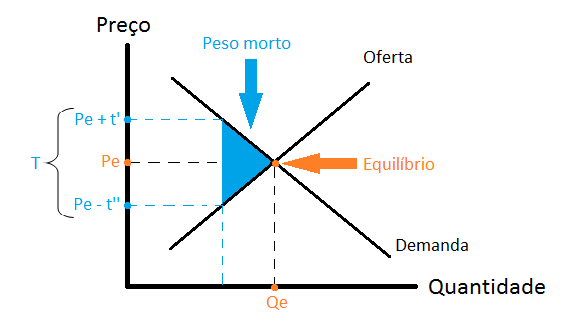
Gráfico exemplificando o peso morto que surge ao se inserir imposto em uma economia.